# Queen Margaret's School
La Queen Margaret's, York è una scuola diurna e un collegio scolastico indipendente per ragazze di età compresa tra 11 e 18 anni a Escrick Park vicino a York, in Inghilterra. La scuola fu intitolata a Margherita di Scozia, Regina di Scozia dal 1070 al 1093 circa.

## Storia
La QM fu fondata a Scarborough dalla Woodard Foundation, un'organizzazione impegnata nella creazione di collegi in cui l'insegnamento fosse saldamente basato sulla religione cristiana.
Il capo fondatore era Agnes Body che arrivò da Lincoln con alcuni dei suoi ex collaboratori. Nel 1913, quando la sua salute cagionevole la costrinse a ritirarsi, si diceva che la QMS era conosciuta come "Scuola di Miss Body". Rosalind Fowler divenne la seconda preside e supervisionò l'evacuazione della scuola a Pitlochry durante la prima guerra mondiale.
Dopo un'altra evacuazione a Castle Howard durante la seconda guerra mondiale, la QM arrivò finalmente a Escrick Park, sei miglia a sud di York, nel 1949, dove si trova oggi. La signora Sue Baillie iniziò la sua carica di amministratore nel settembre 2019, subentrando alla precedente direttrice, la signora Jessica Miles.

## Oggi
La Tatler Schools Guide 2011 dichiarò: "La QM è uno di quei collegi di campagna per sole ragazze che sta tranquillamente facendo grandi cose. Le ragazze giocano a lacrosse per l'Inghilterra under 19, rappresentano la Gran Bretagna nello sci, ottengono voti eccellenti di livello A, esibendosi per il National Youth Theatre e vincendo posti alla London Contemporary Dance School."

## Danza
La Scuola offre lezioni individuali e di gruppo di danza classica, tip-tap, hip hop, danza contemporanea e moderna.

## Musica
La musica gioca un ruolo importante nella vita della QM con il 45% delle ragazze che impara almeno uno strumento e oltre un quarto di quelle ragazze che imparano più di uno strumento.

## Sport
Gli impianti sportivi includono un manto erboso per tutte le stagioni, un palazzetto dello sport, una piscina coperta standard da competizione e una piscina all'aperto ricreativa, campi da tennis per tutte le stagioni, campi da squash al coperto e un maneggio adiacente al campus della scuola principale. Le principali attività invernali comprendono: lacrosse, sci di fondo, hockey e netball. Gli sport estivi comprendono: atletica e rounders. Badminton, tennis e squash sono giocati a tutti i livelli.

## Edifici
Ci sono sei case: Garry, Pitlochry, Duncan, QM Hall, School e St Aidan's. Ogni alunno e insegnante è assegnato ad una delle case e ogni casa è gestita da un insegnante come capofamiglia; due ragazze dell'ultimo anno sono scelte per essere capitano della casa e vice capitano e due o tre ragazze del quarto anno (10 anni) sono scelte come controllori della casa. Le competizioni tra case includono quelle per lo sport, la cucina e la musica.

## Consiglio
Circa l'80% degli alunni sono pensionanti. Sono assegnati a una pensione in base al gruppo di anni e all'età. Ogni pensione è supervisionata da un istitutore o da un'istitutrice che è assistita dal direttore dell'anno.
- Red House (Anni 7–8, QM's Years I & II)
- Scarborough House (Anni 9, QM's Year III)
- Atholl House (Anni 10, QM's Year IV)
- Winifred Holtby House, anche nota come "Winnie's" (Anni 11, QM's Year V)
- Cloisters (Anni 12, QM's Lower Sixth)
- The Cottages (Anni 13, QM's Upper Sixth)

## Alunne di spicco
- Druie Bowett, artista
- Sarah Connolly, cantante d'opera
- Winifred Holtby, romanziera e giornalista
- Joan Hall, politica
- Ann Jellicoe, attrice, regista teatrale e drammaturga
- Katharine, Duchessa del Kent
- Dame Eleanor King, Giudice dell'Alta Corte
- Matilda Lowther, modella
- Lady Alice Manners, editorialista di moda
- Lady Eliza Manners, persona mondana
- Lady Violet Manners, modella
- Elizabeth Poston, compositrice
- Amanda Staveley, donna d'affari

## Direttori
I direttori della Queen Margaret's sono i seguenti:
- Agnes Body (1901–1913)[1]
- Rosalind Fowler (1913–1928)
- Mildred Burella-Taylor (1928–1934)
- Lily Parsons (1934–1938)
- Joyce Brown (1938–1960)
- Barbara Snape (1960–1980)
- Pat Valentine (1980–1983)
- Colin McGarrigle (1983–1992)
- Geoffrey Chapman (1993–2009)
- Paul Silverwood (2009–2014)
- Carole Cameron, Acting Head (2014–2015)
- Jessica Miles (2015–2019)
- Sue Baillie (2019– )

## Stemma
| Stemma originario della Queen Margaret's School | Stemma originario della Queen Margaret's School |
| --- | ----------------------------------------------- |
| Su una ghirlanda O Rosso Azzurro Argento Aule e Azzurro da una coroncina di rose Argento spinato e seminato Proprio un semileone rampante Rosso rimpinzato di un collare gemello flory counterflory O sostenere una chiave in curva Oro. |                                                 |
| Blasonatura |                                                 |
| Azzurro su croce formata tra quattro cince crestate O rosa Argento spinato e seminato Proprio su un capo Ermellino un'antica corona Oro.                                                                                                 |                                                 |